# ایچیرو هاتا
ایچیرو هاتا (انگلیسی: Ichiro Hatta؛ ۳ ژوئن ۱۹۰۶ – ۱۵ آوریل ۱۹۸۳) کشتی‌گیر اهل ژاپن بود.